# Salvador Canet García
Salvador Canet García (Bellreguard, 6 de setembre de 1943) va ser un ciclista valencià que fou professional entre 1967 i 1973. Durant la seva carrera esportiva destaca la victòria a la Volta a Aragó de 1966.

## Palmarès
- 1966
  - 1r de la Volta a Aragó
  - 3r de la Volta a Navarra
- 1969
  - Vencedor d'una etapa de la Volta a Llevant

### Resultats a la Volta a Espanya
- 1967. 47è de la classificació general
- 1968. 31è de la classificació general
- 1969. 11è de la classificació general